# Nasa usquiliensis
Nasa usquiliensis är en brännreveväxtart som beskrevs av Weigend, T.Henning och C.Schneid. Nasa usquiliensis ingår i släktet färgkronor, och familjen brännreveväxter. Inga underarter finns listade i Catalogue of Life.